# Иванырсинский Лесозавод
Иванырсинский Лесозавод — посёлок в Лунинском районе Пензенской области. Входит в состав Иванырсинского сельсовета.

## География
Посёлок расположен в северной части области, на расстоянии примерно 8 км (по прямой) к юго-востоку от районного центра Лунино.
Часовой пояс
Посёлок Иванырсинский Лесозавод как и вся Пензенская область, находится в часовой зоне МСК (московское время). Смещение применяемого времени относительно UTC составляет +3:00.

## Население
| 1926 | 1959 | 1979 | 1989 | 1996 | 2002 | 2010 |
| ---- | ---- | ---- | ---- | ---- | ---- | ---- |
| 80   | ↗560 | ↘356 | ↘257 | ↘219 | ↘192 | ↘129 |

Национальный состав
Согласно результатам переписи 2002 года, в национальной структуре населения русские составляли 73 %, а мордва 27 % из 15 чел.